# Concert per a violí (Gerhard)
El Concert per a violí i orquestra és una obra del compositor Robert Gerhard que va ser escrita entre els anys 1942 i 1945. L'estrena es va dur a terme a Florència, al maig de l'any 1950. Es tracta d'una obra que presenta un estil post-romàntic i que introdueix elements propis del serialisme, en honor d'Schönberg.

## Context compositiu
A la dècada de 1940 Robert Gerhard va compondre tres partitures de ballet, Alegrías/Flamenco (1941-1943), Pandora (1943-44) i Don Quixot (1940-50), el Concert per a violí (1942-45) i l'òpera The Duenna (1945-47). És possible considerar-les un reflex de les diferents reaccions a la Guerra Civil Espanyola i de la seva situació com a català exiliat a Cambridge. Gerhard tenia una gran facilitat amb els idiomes i, en aquest període, va començar a escriure articles musicals en anglès, incloent algunes col·laboracions a The Score. En un article, titulat "Englans, Spring" (1945), va expressar el seu desacord amb les obres que es programaven en els concerts de l'època en contrast amb l'alt nivell dels intèrprets, i especialment en els cors i les bandes. Aquesta situació va ser, en part, una conseqüència de la Guerra. Gerhard, en el seu cas personal i tot i que el problema s'intensificava per les seves condicions a causa de l'exili, va demostrar un impuls per al desenvolupament de la seva personalitat musical. De fet, Gerhard va compondre més obres durant els anys 1940-47 que en les dues dècades anteriors.

## Obra
El Concert per a violí té tres moviments:
I. Allegro cantabile, con anima, molto vivace, con spirito
II. Largo, allegretto placido
III. Allegro con brio, presto
El primer moviment presenta una forma sonata i utilitza com a primer motiu un tema que pertany al seu Concertino per a cordes (1927-1928). El segon motiu és introduït pel solista: té un caràcter meditatiu i utilitza l'arpegi com a forma principal. Gerhard escriu una cadència que va seguida per una recapitulació abreujada, i el moviment acaba amb una secció extensa que funciona com a scherzo i coda.
El segon moviment és un tribut al 70è aniversari de Schönberg. Comença amb una forma de coral basat en l'escala de 12 sons que apareix en un Quartet de corda del seu mestre. Aquesta cita s'alterna amb un motiu impressionista que conté molts tipus d'escales. Els dos primers moviments van ser escrits durant la Segona Guerra Mundial. Tenen tant parts pròpies del serialisme com parts lliures, però aquesta barreja de llenguatges s'alleuja mitjançant l'aparició de transicions intel·ligents i imaginatives.
El tercer i últim moviment va ser compost després de la Segona Guerra Mundial. És un moviment completament lliure. Comença amb una cita de La Marsellesa, que simbolitza la llibertat i amb referències a temes de danses catalanes, com per exemple melodies i ritmes de la sardana.A la part central, s'arriba al punt culminant i emocional de l'obra, produint un clímax d'un gran virtuosisme per al violí solista. L'obra acaba amb un presto molt virtuós tècnicament, on el solista interpreta una dansa espanyola que s'enllaça amb la coda.

## Estrena
El Concert es va estrenar al Festival Maggio Musicale de Florència el 1950, amb Antoni Brosa com a violí solista i sota la direcció de Hermann Scherchen. A Catalunya, es va estrenar el 7 de febrer de 1964, interepretat pel violinista Xavier Turull amb l'Orquestra Municipal de Barcelona dirigida per Rafael Ferrer. Era la primera vegada que s'interpretava una obra de Gerhard després de la Guerra Civil. Es considerava un compositor oblidat per dos motius: perquè era defensor de la república i artista a la vegada, de manera que les seves obres eren considerades no adaptades al conservadorisme franquista. Aquest Concert aconsegueix reflectir les circumstàncies en què va ser compost: els dos primers moviments van ser escrits durant la Segona Guerra Mundial.

## La crítica
El Concert va haver d'esperar gairebé quinze anys per ser estrenat a Barcelona i, en general, la programació de la música de Gerhard era molt discontínua. Els sectors més conservadors del públic consideraven que la catalanitat i els antecedents polítics del compositor no constituïen arguments gaire favorables. Quan finalment es va estrenar, Álvaro Ruibal, crític del diari La Vanguardia, va classificar Gerhard com un compositor fracassat, víctima d'una "inflació superrealista" i tan confós com la seva generació, "envellida i apagada". Pel que fa als altres mitjans de comunicació, van publicar informació que mostrava rebuig cap al reconeixement polític de l'exili del compositor. També jutjaren el violinista Xavier Turull pel seu eclecticisme i la "fredor esquemàtica".
Per altra banda, però, altres mitjans van considerar molt positivament l'obra, valorant la consciència identitària i el progressisme intel·lectual de Robert Gerhard. Sebastià Benet va aportar una perspectiva molt diferent: 
| « | Ens referim de debò a la mateixa composició quan hi llegim que la distingeix un criteri musical molt clar i equilibrat, agosarat i segur, ple de fantasia i força el qual reuneix les millors qualitats de Bartók i Berg i hi afegeix una llum llatina i una brillantor mediterrània? | » |
| — Sebastià Benet citat per German Gan, La Recepció de la música de Robert Gerhard a Catalunya durant el Franquisme (2014) | |   |

Antoni Noguera, compositor i musicòleg, va parlar sobre una entrevista que l'Associació "El món de la música" va fer a Robert Gerhard en la qual li van preguntar com hauria de ser tocada la seva música. Gerhard va respondre: 
| « | Jo diria: prenguin-se la molèstia de confrontar les marques del metrònom. El tempo és una part essencial del caràcter i l'expressió. Toquin realment piano quan estigui assenyalat p; cap indicació especial sembla necessària pel forte; toquin les notes curtes realment curtes i accentuïn les notes amb un accent realment vigorós. | » |

Altres cites són: 
| «                                         | La partitura es va convertir intensament biogràfica. Simplement no es pot evitar que el passat torni a ressuscitar en cadascuna de les seves fases i cares fugaces i tènues. Per cert, els episodis de les dotze notes són 'records, no anticipacions' […] Un només pot confiar en el context musical i les emocions que van evocar la importància que aquests esdeveniments van tenir pel compositor. Molts dels préstecs musicals del concert prenen la forma d'alguns fragments de la melodia. Fins i tot en la fase de la carrera on Gerhard desenvolupa els dotze tons, -que cada vegada es torna més atemàtica- les melodies apareixen ocasionalment en la seva música simfònica i de cambra, que conserven l'enigmàtica qualitat d'alguns fragments del Concert per a violí: semblen referir-se a alguna cosa, però no sempre és evident. | » |
| — Michael Russ, Essays on Roberto Gerhard | |   |